# Bộ Cao (高)
Bộ Cao, bộ thứ 189 có nghĩa là "cao" là 1 trong 8 bộ có 10 nét trong số 214 bộ thủ Khang Hy.
Trong Từ điển Khang Hy có 34 chữ (trong số hơn 40.000) được tìm thấy chứa bộ này.

## Tự hình Bộ Cao (高)

Giáp cốt văn
Kim văn
Đại triện
Tiểu triện

## Chữ thuộc Bộ Cao (高)
| Số nét bổ sung | Chữ             |
| -------------- | --------------- |
| 0              | 高/cao/ 髙/cao/ |
| 2              | 䯧/khoảnh/      |
| 3              | 䯨/xao/         |
| 4              | 䯩 髚           |
| 5              | 髛              |
| 8              | 髜              |
| 9              | 䯪              |
| 12             | 䯫/hạo/ 髝      |
| 13             | 髞              |
| 15             | 䯬/đả/          |